# Casa-Museu Marta Ortigão Sampaio
A Casa-Museu Marta Ortigão Sampaio é uma casa-museu de época localizada na Rua de Nossa Senhora de Fátima n.º 291/299, no Porto, em Portugal.

## História
Em 1958, após a morte do marido, Armando Fernandes Sequeira, a pintora e coleccionadora de arte Marta Ortigão Sampaio, que vivia na Quinta em São Mamede Infesta, em Matosinhos, encomendou ao arquitecto José Carlos Loureiro um edifício de estilo modernista na cidade do Porto, destinado para a sua habitação, estando subjacente a ideia de posteriormente aí instalar uma Casa-Museu. Sendo familiar pelo lado paterno do escritor Ramalho Ortigão e sobrinha pelo lado materno das pintoras Aurélia de Sousa e Sofia Martins de Souza, no seu espólio pessoal constava um importante acervo de inúmeras obras de arte, móveis, peças de vestuário, fotografias e outros pertences pessoais que remontavam ao período de finais do século XIX e inícios do século XX, para além de várias pinturas, desenhos e obras literárias de outros autores portugueses coleccionados por esta ao longo do seu tempo de vida.
Vinte anos mais tarde, em 1978, por testamento, a pintora e mecenas portuense legou a casa e as suas colecções, herdadas e por ela ampliadas, à Câmara Municipal do Porto.
Em 1996 abriu ao público a Casa-Museu Marta Ortigão Sampaio.
Em 2017 o espaço sofreu uma requalificação profunda sobre a orientação do arquitecto Camilo Rebelo. Com o objectivo de tornar o museu mais acessível para todos os visitantes, foram realizadas obras durante sete meses de modo a facilitar o acesso e uso de todas as suas infraestruturas a pessoas com mobilidade reduzida sendo ainda instalado um elevador com acesso a todos os pisos do museu, reabrindo o mesmo ao público em julho desse ano.

## Espólio

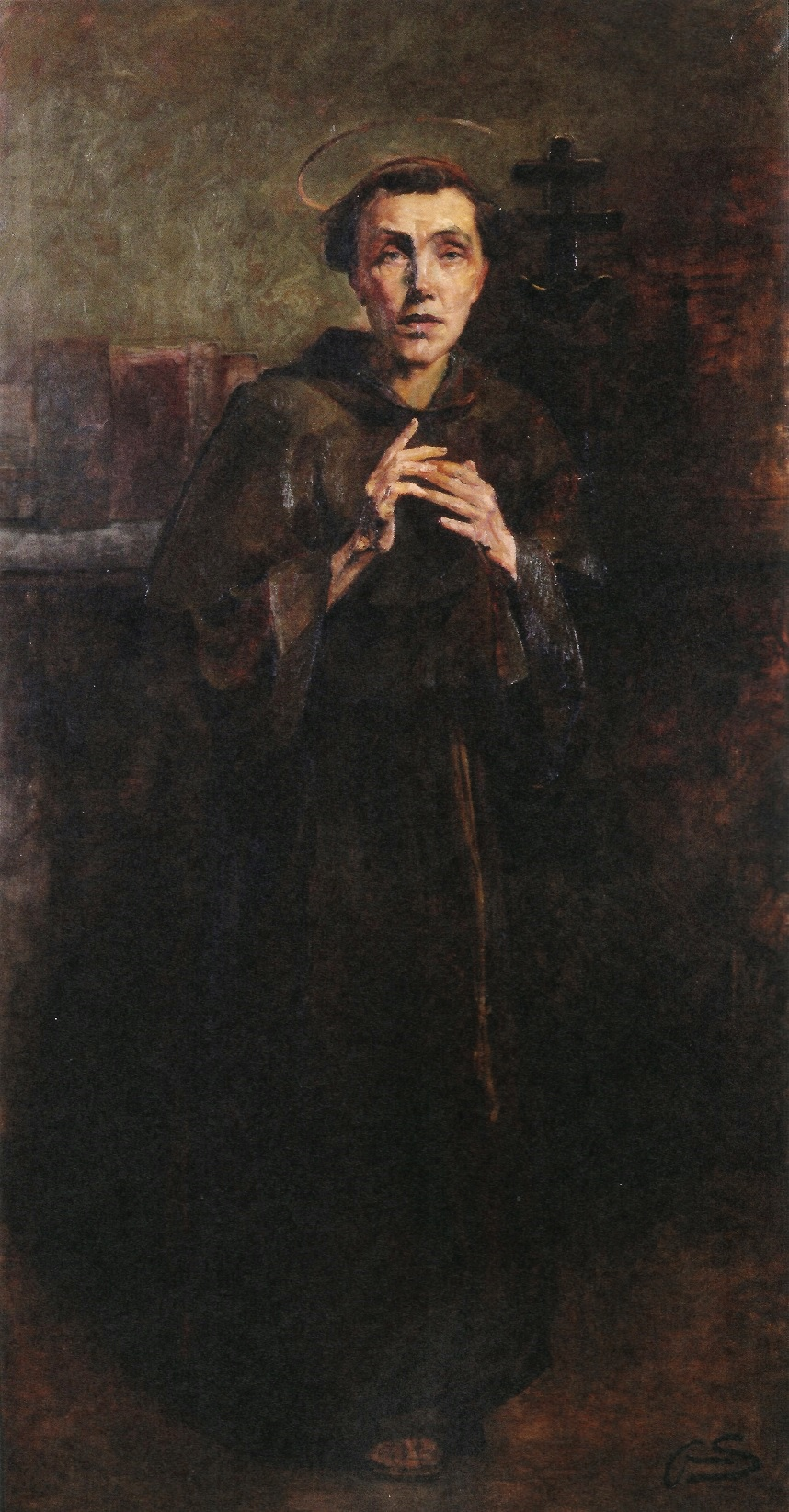
Pintura a óleo "Santo António" (1902) de Aurélia de Sousa, Casa-Museu Marta Ortigão Sampaio, Porto, Portugal

Incorporada no Museu da Cidade do Porto, a Casa-Museu Marta Ortigão Sampaio possuiu várias exposições permanentes de pintura, jóias de estilo erudito e de tradição popular, armas, uma biblioteca especializada em livros de arte, peças de mobiliário de influência francesa, inglesa e indo-portuguesa, peças de vestuário de época, como chapéus e leques, e outras peças de arte decorativas, entre estatuetas, peças de cerâmica, vidros e candeeiros do século XIX ou ainda de art déco e art nouveau, evocando o ambiente romântico que rodeou esta influente família da burguesia portuense durante a primeira metade do século XX.

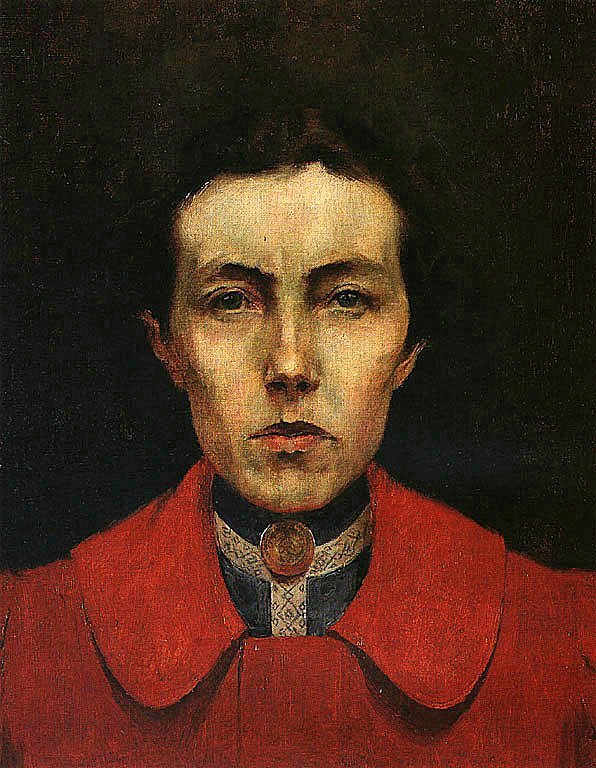
Pintura a óleo "Auto-retrato" (1900) de Aurélia de Sousa

### Colecção de Pintura
A colecção de pintura em exposição permanente é composta por obras de estilo naturalista de ilustres pintores portugueses como António da Silva Porto, Carlos Reis, Artur Loureiro, João Marques de Oliveira, Alfredo Roque Gameiro, José Malhoa, José Júlio Souza Pinto e outros, estando ainda expostas em duas salas exclusivas o maior acervo público de pinturas naturalistas com influências realistas, impressionistas e pós-impressionistas das irmãs e pintoras Aurélia de Sousa e Sofia Martins de Souza.
Construído em 2017, para além das duas salas com obras das pintoras e tias da fundadora do museu Marta Ortigão Sampaio, foi criado um espaço onde se encontram expostos os materiais de pintura e desenho que Aurélia de Sousa e a sua irmã Sofia Martins de Souza utilizavam, fazendo ainda referência aos trabalhos fotográficos realizados pelas irmãs pintoras não só nos seus tempos livres como também como exercício de modelo ou rascunho para utilizar posteriormente nas suas obras de pintura, tendo estes sido realizados no ateliê e laboratório de revelação fotográfica que Aurélia de Sousa possuía na Quinta da China.

### Colecção de Jóias
A colecção de jóias, de uso pessoal, com algumas peças passadas entre várias gerações da família, exibe cerca de três centenas de peças que se estendem desde o século XVII ao século XX, existindo vários exemplares em ouro trabalhado pelos ourives do norte de Portugal ou com pedras preciosas importadas do Brasil. É considerada a maior colecção particular de jóias de Portugal.

### Jardim
Para além da casa, o museu também possui um jardim de acesso livre com um pequeno lago com nenúfares, possuindo ainda várias pedras trabalhadas que pertenceram ao antigo convento de São Bento de Avé-Maria, adquiridas por Vasco Ortigão Sampaio, pai da fundadora do museu, em hasta pública. Ao seu redor encontram-se plantadas várias flores, plantas e árvores de diferentes partes do mundo, tais como magnólias, camélias, cedros-do-atlas, loureiros, eucaliptos, bambus, melaleucas e várias árvores de fruto, como laranjeiras, nespereiras e nogueiras.

## Horário de Funcionamento
De terça-feira a domingo, das 10h00 às 17h30.
Encerra às segundas-feira e aos feriados. 